# Arthur Steel-Maitland
Arthur Herbert Drummond Ramsay Steel-Maitland (5 juillet 1876-30 mars 1935) est un homme politique conservateur britannique. Il est le premier président du Parti conservateur de 1911 à 1916 et occupe un poste subalterne de 1915 à 1919 dans le gouvernement de coalition de David Lloyd George. De 1924 à 1929, il est ministre du Travail sous Stanley Baldwin, avec un siège au cabinet.

## Jeunesse et formation
Il est le deuxième fils de Mary Emmeline Eden Drummond, fille du général Henry Drummond et du colonel Edward Harris Steel, et fait ses études à Rugby et au Balliol College d'Oxford et Eldon Scholar en 1899. Il obtient des honneurs de première classe en classiques et en droit, et devient membre du All Souls College en 1900. Il est secrétaire, trésorier junior et président de l'Oxford Union Society et rame contre Cambridge en 1899. Il est le frère du colonel Richard Steel.

## Carrière politique
Il est nommé secrétaire privé adjoint (non rémunéré) du chancelier de l'Échiquier, Charles Ritchie, en octobre 1902.
Il se présente sans succès pour Rugby en 1906 et est commissaire spécial à la Commission royale d'enquête sur les lois des pauvres de 1906 à 1907. Il est élu député pour Birmingham East en 1910, un siège qu'il occupe jusqu'en 1918, puis représente Birmingham Erdington de 1918 à 1929 et Tamworth de 1929 à 1935 . Il est le premier président du Parti conservateur de 1911 à 1916 et fonde le Comité de réforme sociale unioniste en 1911.
Il entre dans le gouvernement de David Lloyd George en tant que sous-secrétaire d'État pour les colonies de 1915 à 1917. La dernière année, il est créé baronnet, de Sauchie dans le comté de Stirling. Il est ensuite Secrétaire au Commerce extérieur de 1917 à 1919. En 1924, il est admis au Conseil privé et est nommé ministre du Travail sous Stanley Baldwin, avec un siège au cabinet, poste qu'il conserve jusqu'à la chute du gouvernement en juin 1929.
Steel-Maitland reçoit des diplômes honorifiques de LLD de l'Université d'Édimbourg et de l'Université de St Andrews. Un nouveau quartier résidentiel d'Erdington à Birmingham a une route nommée d'après Arthur Steel-Maitland en décembre 2016.

## Famille
Il épouse Mary, fille de Sir James Ramsay-Gibson-Maitland (en), 4e baronnet, de Barnton et Sauchie, en 1901. Il meurt en mars 1935, âgé de 58 ans, et est remplacé comme baronnet par son fils Arthur.